# Arroyo Nuevo de Lagunilla de la Vega
El arroyo Nuevo o de Lagunilla de la Vega es un cuérnago del Río Carrión que nace y desemboca en la provincia de Palencia y forma parte de la cuenca del mismo. Actualmente se utiliza para el regadío aunque hasta los años 70 del siglo XX en su orilla había varios molinos harineros que actualmente se encuentran en desuso pero no abandonados.
Algunos se han reconstruido como viviendas particulares, otros se han reconvertido en casas rurales y otros se encuentran en estado de abandono.

## Historia
En carta fechada en Saldaña el 21 de mayo de 1506, a petición de los pueblos de Villapún, Santervás de la Vega,
Villarrobejo, Quintanadíez de la Vega y Lagunilla de la Vega y otros lugares menores, el duque del Infantado concedió el permiso para abrir este cauce o cuérnago con nacimiento y desembocadura en el río Carrión.
Diego Rabín, hijo del alcalde de Saldaña por aquella época, se apresuró a construir un molino harinero llamado "El Molledo" y junto con otro vecino de Saldaña, Pedro Aliendo, fueron los primeros jueces de esta ribera, ambos nombrados por el Duque.